# Hybusa coniceps
Hybusa coniceps är en insektsart som först beskrevs av Blanchard 1851.  Hybusa coniceps ingår i släktet Hybusa och familjen Proscopiidae. Inga underarter finns listade i Catalogue of Life.